# ریجکرست (فلوریدا)
ریجکرست (به انگلیسی: Ridgecrest) یک منطقهٔ مسکونی در ایالات متحده آمریکا است که در شهرستان پاینلاس، فلوریدا واقع شده‌است. ریجکرست ۱٫۵ کیلومتر مربع مساحت و ۲٬۵۵۸ نفر جمعیت دارد و ۱۷ متر بالاتر از سطح دریا قرار دارد.